# Partiturspiel
Partiturspiel ist die Wiedergabe der harmonisch und melodisch wesentlichen Bestandteile einer für Orchester oder Chor bestimmten Partitur in ihrer Gesamtheit oder in Teilen durch einen einzelnen Spieler auf einem Tasteninstrument (Klavier, Cembalo, Orgel).

## Praxis des Partiturspiels
Das Partiturspiel ermöglicht einem einzelnen Spieler eines Tasteninstruments die Struktur eines Orchester- oder Chorwerks kennenzulernen bzw. anderen zu Kenntnis zu bringen. Partiturspiel ist somit ein wichtiges Hilfsmittel zum Werkstudium und für Probenarbeiten. Darüber hinaus hat das Partiturspiel im Musikbetrieb eine hohe wirtschaftliche und organisatorische Bedeutung, da es den mit dieser Aufgabe betreuten Korrepetitoren ermöglicht, mit Sängern oder Instrumentalisten auch ohne Anwesenheit eines kompletten Orchesters oder Chores den Gesamtklang und die Details eines Werkes (z. B. einer Oper oder eines Konzerts für ein Soloinstrument) in Einzelproben  zu erarbeiten. Oft wird in der Praxis jedoch nicht aus der Partitur, sondern aus einem Klavierauszug gespielt.
Bei einfacheren Partituren, etwa geringstimmigen Chorwerken, kann der Spieler oftmals alle Stimmen unverändert auf dem Tasteninstrument spielen. Bei Werken in großer Besetzung, schnellen Passagen oder komplizierten Intervallsprüngen muss er den Notentext auf das Wesentliche reduzieren: Es „ergeben sich spezifische Herausforderungen, die sich von denen der Interpretation originärer Klavierwerke unterscheiden: Die Komposition berücksichtigt zumeist nicht die spieltechnischen Gegebenheiten des Klaviers […]. So sind z. B. Streichertremoli auf ein und demselben Ton pianistisch sinnvoll nur als Tremolo zwischen wechselnden Tönen, etwa als Oktavtremolo, darstellbar. Die Vielzahl der Stimmen und ihre Lage zueinander überfordern häufig den menschlich leistbaren Rahmen des Klavierspiels“. Es müssen dann „die Gegebenheiten des Klaviers“ mit dem Anspruch des „musikalisch ursprünglich Gemeinte[n]“ verbunden werden.  Für das Partiturspiel sind Kenntnisse aller Notenschlüssel sowie der transponierenden Instrumente notwendig. 
In der Ausbildung von Dirigenten, Chorleitern, Kirchenmusikern, Komponisten, Musiktheoretikern, Schulmusikern und Tonmeistern ist Partiturspiel reguläres Prüfungsfach. Bei Dirigenten und A-Kirchenmusikern wird in der Regel das Spiel eines komplexen Musikwerkes wie etwa einer Sinfonie oder eines Oratoriums erwartet. Bei nebenamtlichen Kirchenmusikern beschränkt sich das Partiturspiel meist auf einen einfachen vierstimmigen Satz.

## Geschichte
Girolamo Frescobaldi wies schon 1635 im Vorwort zu seiner Veröffentlichung Fiori musicali, welches als Orgelwerk in Partiturform gedruckt war, auf die Bedeutung des Partiturspiels hin. Es unterscheide als Prüfstein den echten Künstler von den Ignoranten.

## Übungsmaterial
- Heinrich Creuzburg: Partiturspiel. 4 Bände. Schott, Mainz 1956.
- Egon Bölsche: Schule des Partiturspiels. C. F. Peters, Frankfurt am Main 1991.
- Günter Fork: Schule des Partiturspiels. 2 Bände. Möseler, Wolfenbüttel 1980–1982.
- Franz Wüllner, Eberhard Schwickerath: Chorübungen. Ausgabe in alten Schlüsseln. Sikorski, Hamburg 1954.
- Woldemar Bargiel (Hrsg.): J. S. Bach, Vierstimmige Kirchengesänge. Ausgabe in C-Schlüsseln. Bote & Bock, Berlin ca. 1891.